# Вельгомлыны (гмина)
Вельгомлыны (пол. Wielgomłyny) — сельская гмина (волость) в Польше, входит как административная единица в Радомщанский повет, Лодзинское воеводство. Население — 5008 человек (на 2004 год).

## Сельские округа
1. Гощова
2. Карчув
3. Крушина
4. Кшентув
5. Мысливчув
6. Недоспелин
7. Пратковице
8. Роги
9. Рудка
10. Соколя-Гура
11. Тшебце
12. Тшебце-Пежины
13. Вельгомлыны
14. Вельгомлыны-Колёня
15. Воля-Кузневска
16. Воля-Жициньска
17. Загуже
18. Залесе

## Прочие поселения
1. Анелин
2. Блоне
3. Богуславув
4. Боречница
5. Боровец
6. Бжезинки
7. Дембовец
8. Грабове
9. Кубики
10. Максымув
11. Млын-Дольны
12. Нива-Гощовска
13. Нива-Загурска
14. Одровонж
15. Паперня
16. Пяски
17. Попелярня
18. Радзимя
19. Срокув
20. Вельгомлыны-Подуховне
21. Вулька-Банкова
22. Вулька-Влосчаньска
23. Выгвиздув
24. Зацише
25. Заставе
26. Заводзе

## Соседние гмины
1. Гмина Ключевско
2. Гмина Кобеле-Вельке
3. Гмина Масловице
4. Гмина Пшедбуж
5. Гмина Житно